# Apithecia wilemani
Apithecia wilemani är en fjärilsart som beskrevs av Louis Beethoven Prout 1931. Apithecia wilemani ingår i släktet Apithecia och familjen mätare. Inga underarter finns listade i Catalogue of Life.